# Driedaagse De Panne - Koksijde 1980
La Driedaagse De Panne - Koksijde 1980, quarta edizione della corsa, si svolse dal 25 al 27 marzo su un percorso di 559 km ripartiti in 3 tappe, con partenza e arrivo a De Panne. Fu vinta dall'irlandese Sean Kelly della squadra Splendor-Admiral-TV Ekspres davanti ai belgi Gustaaf Van Roosbroeck e Etienne Van der Helst.

## Tappe
| Tappa  | Data     | Percorso            | km  | Vincitore di tappa     | Leader cl. generale    |
| ------ | -------- | ------------------- | --- | ---------------------- | ---------------------- |
| 1ª     | 25 marzo | De Panne > Tielen   | 220 | Gustaaf Van Roosbroeck | Gustaaf Van Roosbroeck |
| 2ª     | 26 marzo | Haacht > De Panne   | 206 | Sean Kelly             | Sean Kelly             |
| 3ª     | 27 marzo | De Panne > De Panne | 133 | Fons De Wolf           | Sean Kelly             |
| Totale | Totale   | Totale              | 559 |                        |                        |

## Dettagli delle tappe

### 1ª tappa
- 25 marzo: De Panne > Tielen – 220 km

| Pos. | Corridore              | Squadra   | Tempo    |
| ---- | ---------------------- | --------- | -------- |
| 1    | Gustaaf Van Roosbroeck | Ijsboerke | 5h13'00" |
| 2    | Sean Kelly             | Splendor  | s.t.     |
| 3    | Gery Verlinden         | Ijsboerke | s.t.     |

| Pos. | Corridore              | Squadra   | Tempo |
| ---- | ---------------------- | --------- | ----- |
| 1    | Gustaaf Van Roosbroeck | Ijsboerke |       |

### 2ª tappa
- 26 marzo: Haacht > De Panne – 206 km

| Pos. | Corridore         | Squadra  | Tempo    |
| ---- | ----------------- | -------- | -------- |
| 1    | Sean Kelly        | Splendor | 5h05'00" |
| 2    | Marc Renier       | Marc     | s.t.     |
| 3    | Walter Planckaert | Vermeer  | s.t.     |

| Pos. | Corridore  | Squadra  | Tempo |
| ---- | ---------- | -------- | ----- |
| 1    | Sean Kelly | Splendor |       |

### 3ª tappa
- 27 marzo: De Panne > De Panne – 133 km

| Pos. | Corridore                  | Squadra    | Tempo    |
| ---- | -------------------------- | ---------- | -------- |
| 1    | Fons De Wolf               | Boule d'Or | 3h47'00" |
| 2    | Jos Schipper               | Marc       | a 1"     |
| 3    | Jean-Philippe Vandenbrande | Safir-Ludo | s.t.     |

| Pos. | Corridore              | Squadra    | Tempo     |
| ---- | ---------------------- | ---------- | --------- |
| 1    | Sean Kelly             | Splendor   | 14h04'47" |
| 2    | Gustaaf Van Roosbroeck | Ijsboerke  | a 10"     |
| 3    | Etienne Van der Helst  | Safir-Ludo | a 40"     |

## Classifiche finali

### Classifica generale
| Pos. | Corridore              | Squadra                     | Tempo     |
| ---- | ---------------------- | --------------------------- | --------- |
| 1    | Sean Kelly             | Splendor-Admiral-TV Ekspres | 14h04'47" |
| 2    | Gustaaf Van Roosbroeck | Ijsboerke-Warncke Eis       | a 10"     |
| 3    | Etienne Van der Helst  | Safir-Ludo                  | a 40"     |
| 4    | Aad van den Hoek       | Ti-Raleigh-Creda            | s.t.      |
| 5    | Hans Langerijs         | DAF Trucks-Lejeune          | s.t.      |
| 6    | Jos Schipper           | Marc-Carlos-v.r.d.-IWC      | a 1'00"   |
| 7    | Marc Renier            | Marc-Carlos-v.r.d.-IWC      | a 1'21"   |
| 8    | Frank Hoste            | Marc-Carlos-v.r.d.-IWC      | s.t.      |
| 9    | Paul Sherwen           | La Redoute-Motobecane       | a 1'26"   |
| 10   | Etienne De Beule       | Boule d'Or-Studio Casa      | a 1'29"   |